# Ріжок для взуття

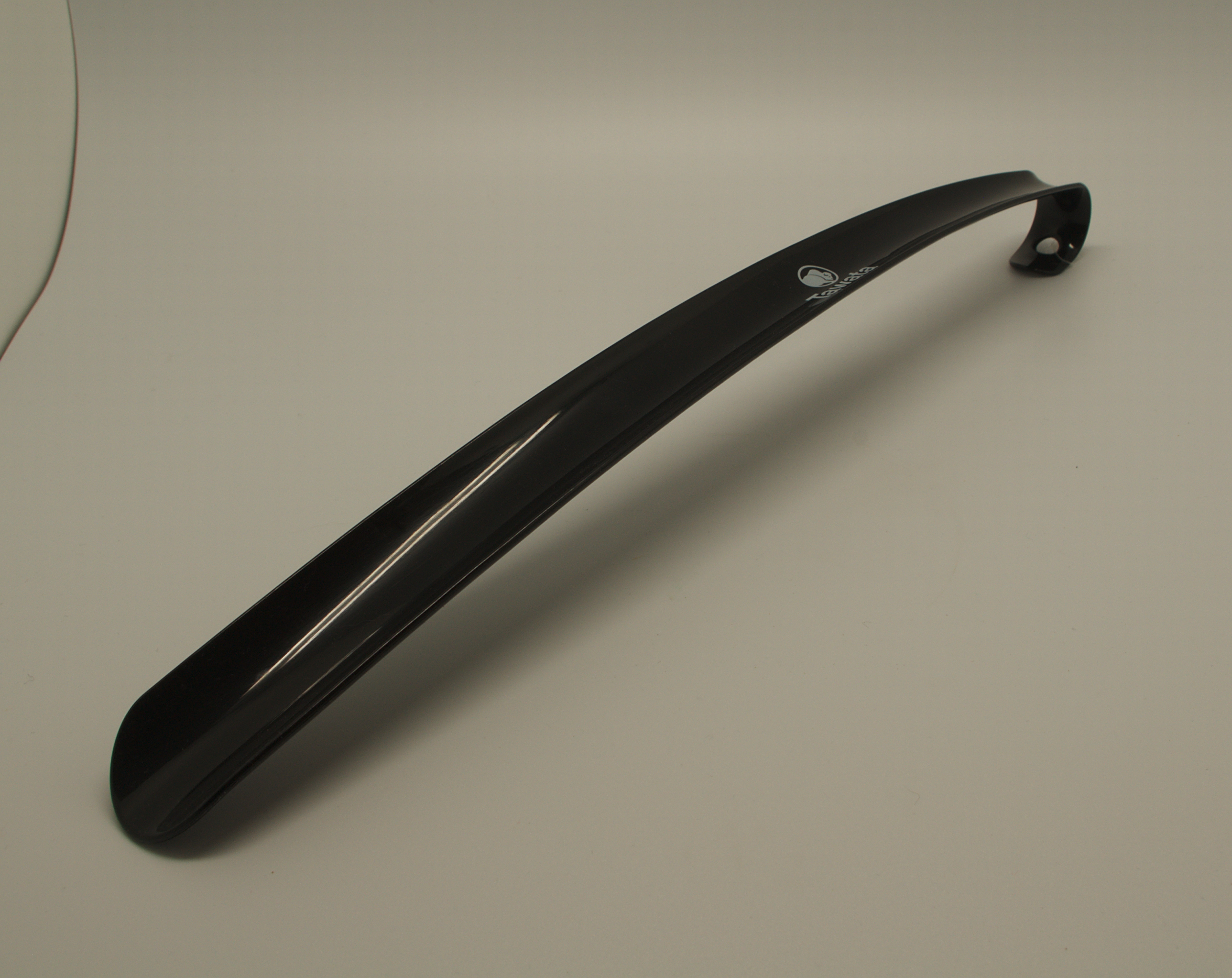
Пластиковий ріжок для взуття

Ріжок для взуття (ложка для взуття, лопатка для взуття, також взувалка) — інструмент у вигляді пластини з широким жолобчастим вигином і ручкою, призначений для полегшення надягання закритого взуття, зокрема туфель, черевиків та чобіт. Гладка та зігнута форма ріжка дозволяє п'яті легше зісковзувати всередину взуття, не деформуючи при цьому задник, що продовжує термін експлуатації взуття та шкарпетко-панчохових виробів.
Перші ріжки для взуття виникли у пізньому Середньовіччі або в епоху Відродження. Так, відомо що англійська королева Єлизавета I замовила 18 ріжків у свого чоботаря Гаррета Джонсона в період між 1563 і 1566 роками. Ріжки для взуття виготовлялись з рогів тварин, копит і скла. Для заможних людей ріжки робили зі слонової кістки або срібла. В наш час ріжки для взуття виготовляють здебільшого зі сталі, дерева або пластику.